# Chantal Schouwstra
Chantal Schouwstra (15 april 1997) is een Nederlands voetbalster die uitkomt voor SV Meppen in de Tweede Bundesliga.

## Carrière
In de zomer van 2012 maakte ze de overstap van FC Wolvega naar PEC Zwolle. Op 1 april 2016 maakte ze haar debuut bij de eerste selectie in de uitwedstrijd tegen Ajax. Samen met de andere debutant Anouk Borgman begon ze in het basiselftal. De wedstrijd eindigde in 3–0. In de zomer van 2016 stapte ze over naar sc Heerenveen. Na drie seizoenen bij de Friese club maakte ze transfervrij de overstap naar VV Alkmaar. In 2021 werd ze opgepikt door het Duitse FC Carl Zeiss Jena. In Duitse dienst kwam ze tot zes optredens, waarna ze in 2023 terugkeerde bij sc Heerenveen. In Friesland groeide ze uit tot vaste waarde en ervaren kracht in een jonge team. sc Heerenveen maakte op 12 mei 2025 bekend dat het aflopende contract van Schouwstra niet werd verlengd, waarna ze na het seizoen 2024/25 de Friese club verliet. Ze keerde terug naar Duitsland, waar ze een dienstverband aanging bij SV Meppen in de Tweede Bundesliga.

### Carrièrestatistieken
| Seizoen                     | Club               | Land            | Competitie         | Competitie | Competitie | Beker | Beker | Internationaal | Internationaal | Overig | Overig | Totaal | Totaal |
| Seizoen                     | Club               | Land            | Competitie         | Wed.       | Dlp.       | Wed.  | Dlp.  | Wed.           | Dlp.           | Wed.   | Dlp.   | Wed.   | Dlp.   |
| --------------------------- | ------------------ | --------------- | ------------------ | ---------- | ---------- | ----- | ----- | -------------- | -------------- | ------ | ------ | ------ | ------ |
| 2015/16                     | PEC Zwolle         | Nederland       | Eredivisie         | 1          | 0          | 0     | 0     | –              | –              | –      | –      | 1      | 0      |
| 2016/17                     | sc Heerenveen      | Nederland       | Eredivisie         | 1          | 0          | –     | 0     | –              | –              | –      | –      | 1      | 0      |
| 2017/18                     | sc Heerenveen      | Nederland       | Eredivisie         | 21         | 0          | –     | 0     | –              | –              | –      | –      | 21     | 0      |
| 2018/19                     | sc Heerenveen      | Nederland       | Eredivisie         | 19         | 1          | –     | 0     | –              | –              | –      | –      | 19     | 1      |
| 2019/20                     | VV Alkmaar         | Nederland       | Eredivisie         | 9          | 0          | –     | 0     | –              | –              | –      | 0      | 9      | 0      |
| 2020/21                     | VV Alkmaar         | Nederland       | Eredivisie         | 17         | 2          | –     | 0     | –              | –              | –      | 0      | 17     | 2      |
| 2021/22                     | FC Carl Zeiss Jena | Duitsland       | Bundesliga         | 6          | 0          | 2     | 0     | –              | –              | –      | –      | 8      | 0      |
| 2022/23                     | FC Carl Zeiss Jena | Duitsland       | Bundesliga         | 0          | 0          | –     | 0     | –              | –              | –      | 0      | 0      | 0      |
| 2023/24                     | sc Heerenveen      | Nederland       | Vrouwen Eredivisie | 22         | 0          | 2     | 0     | –              | –              | –      | –      | 24     | 0      |
| 2024/25                     | sc Heerenveen      | Nederland       | Vrouwen Eredivisie | 21         | 0          | 2     | 0     | –              | –              | –      | 0      | 23     | 0      |
| Carrière totaal             | Carrière totaal    | Carrière totaal | Carrière totaal    | 117        | 3          | 10    | 0     | 0              | 0              | –      | 0      | 127    | 3      |
| Bijgewerkt tot 26 juni 2025 |                    |                 |                    |            |            |       |       |                |                |        |        |        |        |

Bijgewerkt t/m 26 juni 2025.